# Општина Јегуновце
Општина Јегуновце је једна од 9 општина Полошког региона у Северној Македонији. Седиште општине је истоимено село Јегуновце.

## Положај
Општина Јегуновце налази се у северозападном делу Северне Македоније и погранична је према Србији на северу. Са других страна налазе се друге општине Северне Македоније:
- исток — Општина Сарај
- југ — Општина Желино
- југозапад — Општина Тетово
- запад — Општина Теарце

## Природне одлике
Рељеф: Општина Јегуновце обухвата северни део плодне и густо насељене Полошке котлине и суседне висове западно и источно од ње. На западу се налази Шар Планина, а на истоку планина Жеден. На североистоку почиње Дервентска клисура.
Клима у нижем делу општине влада умерено континентална клима, а у вишем делу влада њена оштрија варијанта.
Воде: Најважнији ток у општини је река Вардар. У јужном делу општине она тече кроз Полог као поље, док се на северу прелази у Дервентску клисуру. Сви мањи водотоци на подручју општине су притоке Вардара.

## Становништво
Општина Јегуновце имала је по последњем попису из 2002. г. 10.790 ст., од чега у седишту општине, селу Јегуновцу, 846 ст. (8%). Општина је средње густо насељена.
Национални састав по попису из 2002. године био је:
|           | Број   | Постотак |
| Укупно    | 10.790 | 100%     |
| Македонци | 5.963  | 55,3%    |
| Албанци   | 4.642  | 43,0%    |
| Срби      | 109    | 1,0%     |
| остали    | 76     | 0,7%     |

По овоме је општина Јегуновце једина са македонском и православном већином у области Полога.

## Насељена места
У општини постоје 17 насељених места, сва са статусом села:
(* — насеље са српском мањином)
| - Јегуновце - Беловиште* - Вратница - Жилче - Јажинце - Јанчиште | - Копанце - Орашје - Подбређе* - Прељубиште - Раотинце - Ратаје | - Рогачево - Сиричино - Старо Село - Туденце - Шемшево |  |